# 戀愛暴君 (高永雛子的漫畫)
《戀愛暴君》（日语：恋する暴君）為日本漫畫家高永ひなこ的作品，以及跨媒體製作的廣播劇CD與OVA。於海王社發行BL漫畫雑誌《GUSH》上連載，連載至第13章尚未完結。2005年2月10日開始發行單行本，目前共15卷。

## 故事簡介
大學生的森永，暗戀非常討厭同性戀且個性凶暴蠻橫的學長巽，終於要步入第5年了，想要傳達自己的心意，甚至是一親芳澤就宛如是夢中之夢一般……而就在森永已經半死心的時候，一個絕佳的機會來了！森永多年的思念是否能得到回報呢？

## 登場人物
森永 哲博（配音：鳥海浩輔）
於大學院農學部的碩士課程中研究生物技術。於大學入學時對宗一一見鍾情，從而開始了長達4年的暗戀。
初次的隔天早上被宗一生氣地打了一拳後，消失了2周。
因為廣人給的一瓶“酒”，而與學長有了更近一步的關係。被廣人叫做“小天使”，其原因是因為某牛奶糖的商標。
巽 宗一（配音：緑川光）
森永的戀人，與森永於同一個農學部的博士課程進修中，是森永的學長。有著修長身形和纖細的腰，有著與其秀麗的外表相反的凶暴蠻橫的個性。以前曾被研究室中的助教性騷擾過，在那之後變得非常討厭同性戀。在得知美國舊金山同意同性婚姻後，差點想炸了美國殺掉黑川。
巽 巴（配音：宮田幸季）
宗一的弟弟、巽家的次男。現居於美國，與黑川相戀並已結婚。被某企業拉攏到美國。頭腦非常聰明，卻是個天然呆。有著奶油糖般的秀髮。
黒川 貢（配音：杉田智和）
巴的戀人。現在捨棄了上班族的生活與巴一同在美國生活中。
廣人（ヒロト）（配音：平川大輔）
森永的朋友，在同性戀酒吧工作。是森永困惑時的商量對象。稱呼森永為“小天使”。
巽 佳奈子（配音：許綾香）
宗一與巴的妹妹、巽家的長女。是個只花了一晚就接受自己的哥哥週遭是同性戀者的國中生。
磯貝 太一郎（配音：關俊彥）
黒川的大學同學兼好友，大學時期曾一起打過工。
森永 國博（配音：成田劍）
森永哲博的哥哥。
真崎 順也（配音：興津和幸）
森永哲博的初戀對象，國博的朋友。
巽 宗仁（配音：飛田展男）
宗一、巴、佳奈子的爸爸，昆蟲學家，長年在國外做研究。
山口（配音：山中真尋）
森永的大學同學

## 出版書籍
| 卷數 | 海王社         | 海王社                                                  | 台灣東販       | 台灣東販                                                  |
| 卷數 | 發售日期       | ISBN                                                    | 發售日期       | ISBN                                                      |
| ---- | -------------- | ------------------------------------------------------- | -------------- | --------------------------------------------------------- |
| 1    | 2005年2月7日   | ISBN 4-87-724398-4                                      | 2005年6月24日  | ISBN 978-957-473-879-3                                    |
| 2    | 2005年11月7日  | ISBN 4-87-724430-1                                      | 2005年12月23日 | ISBN 978-957-473-985-1                                    |
| 3    | 2006年12月9日  | ISBN 4-87-724483-2                                      | 2007年4月24日  | ISBN 978-986-176-2524                                     |
| 4    | 2008年4月10日  | ISBN 978-4-87-724844-4                                  | 2008年8月8日   | ISBN 978-986-176-671-3                                    |
| 5    | 2009年6月10日  | ISBN 978-4-87-724129-2                                  | 2009年9月4日   | ISBN 978-986-251-009-4                                    |
| 6    | 2010年7月20日  | ISBN 978-4-87-724197-1 ISBN 978-4-87-724198-8（限定版） | 2010年11月18日 | ISBN 978-986-251-300-2                                    |
| 7    | 2011年11月10日 | ISBN 978-479-640-245-3                                  | 2012年2月1日   | ISBN 978-986-251-630-0                                    |
| 8    | 2012年2月10日  | ISBN 978-479-640-276-7                                  | 2012年5月24日  | ISBN 978-986-251-743-7                                    |
| 9    | 2014年4月10日  | ISBN 978-479-640-553-9                                  | 2014年12月16日 | ISBN 978-986-331-583-4                                    |
| 10   | 2016年4月9日   | ISBN 978-479-640-852-3                                  | 2016年11月16日 | ISBN 978-986-475-186-0                                    |
| 11   | 2018年4月10日  | ISBN 978-479-641-138-7                                  | 2020年1月31日  | ISBN 978-986-511-244-8                                    |
| 12   | 2020年2月10日  | ISBN 978-4-7964-1348-0                                  | 2021年8月26日  | EAN 471-4453-01015-3（首刷限定版） ISBN 978-626-304-820-1 |
| 13   | 2021年11月10日 | ISBN 978-4-7964-1482-1                                  | 2023年1月31日  | ISBN 978-626-329-624-4                                    |
| 14   | 2023年6月9日   | ISBN 978-4-7964-1594-1                                  | 2024年5月29日  | ISBN 978-626-379-408-5                                    |
| 15   | 2024年10月9日  | ISBN 978-4-7964-1693-1                                  | 2025年5月28日  | ISBN 978-626-379-939-4                                    |

## OVA

### 製作人員
- 原作：高永ひなこ（海王社／GUSH COMICS）
- 企劃：酒井明雄
- 製作人：森下友紀
- 監督、演出：川久保圭史
- 脚本、構成：ひいろゆきな
- 人物設定：廣田知子
- 音響製作：阿部信行（On-Lead）
- 色彩設計：田中千春
- 動畫製作：PrimeTime

### 各話列表
| 話數   | 副標題                     | 劇本         | 分鏡         | 演出       | 作畫監督 |
| ------ | -------------------------- | ------------ | ------------ | ---------- | -------- |
| 第一話 | 戀愛也有食用期限嗎？ （恋に賞味期限ってありますか?）  | ひいろゆきな | ひいろゆきな | 川久保圭史 | 廣田知子 |
| 第二話 | 我們應該是情侶了…吧？ （俺たち恋人同士になったんですよね…？） | ひいろゆきな | ひいろゆきな | 川久保圭史 | 廣田知子 |

## 相關商品

### 廣播劇CD
- 『戀愛暴君』2005年8月20日發售 INCD-2145／ASIN B000AU1PEK
- 『戀愛暴君2』2006年12月25日發售 INCD-2164／ASIN B000M342F4
- 『戀愛暴君3』2011年6月22日發售 MACY-2920／ASIN B004V5G4QO
- 『戀愛暴君4』2011年11月2日發售 MACY-2924／ASIN B005EO8B58
- 『戀愛暴君5』2012年3月21日發售 MACY-2925／ASIN B006U74Y68
- 『戀愛暴君6』2012年8月22日發售 MACY-2939／ASIN B005OHVXA0
- 『戀愛暴君7』2017年8月25日發售 MOBL-1024／ASIN B072W4Z1WG
- 『戀愛暴君8』2017年9月29日發售 MOBL-1025／ASIN B072W358JP

### DVD
- OVA 戀愛暴君 第一話 2010年6月25日發售 ANDS-13005
- OVA 戀愛暴君 第二話 2010年11月26日發售 ANDS-13006

## 外部連結
- （日語）GUSHnet （页面存档备份，存于）
- （日語）高永ひなこ Twitter （页面存档备份，存于）
- （日語）ANAGURANZ （页面存档备份，存于）
- （日語）ANAGURANZ BLOG （页面存档备份，存于）